# 莫哈維克羅辛 (亞利桑那州)
莫哈維克羅辛（英語：Mohave Crossing）是位於美國亞利桑那州莫哈維縣的一個非建制地區。該地的面積和人口皆未知。

## 地理
莫哈維克羅辛的座標為35°20′00″N 114°35′20″W / 35.33333°N 114.58889°W，而該地的平均海拔高度為197米（即646英尺）。